# Зеспа Гумма
«Зеспа Гумма» (яп. ザスパ群馬 Дзасупа Гунма, англ. Thespa Gunma) — японский футбольный клуб из города Маэбаси, в настоящий момент выступает в Джей-лиге 3, третьем по силе дивизионе страны.
Клуб был основан в 1995 году под именем «Лиэйзон Кусацу» (Liaison Kusatsu). Игроками клуба были учащиеся футбольной академии «Хигаси Нихон», в 1999 году академия закрылась, но игроки решили остаться в Кусацу и сохранить клуб. В 2002 году клуб был переименован, в результате чего получил своё нынешнее название. В 2005 году клуб вошёл в профессиональную футбольную Джей-лигу и по сей день играет в её втором дивизионе, преимущественно занимая места в середине турнирной таблицы. Лучшим результатом клуба во втором дивизионе Джей-лиги является 9-е место в 2008 году. Домашние матчи команда проводит на стадионе Сикисима, вмещающем 10 500 зрителей и располагающемся в городе Маэбаси. После сезона 2023 года клуб сменил название на «Зеспа Гумма» и официально перебазировался в Маэбаси.